# Mario Strikers Charged Football
Mario Strikers Charged Football (in Amerika: Mario Strikers Charged) is de opvolger van Mario Smash Football op de Nintendo GameCube. Het spel kwam op 25 mei 2007 uit voor de Wii. Het spel maakt gebruik van de Wii-afstandsbediening en de Nunchuk om bijvoorbeeld de spelers op het veld te laten bewegen en de keeper te besturen.

## Captains
- Mario
- Luigi
- Yoshi
- Bowser
- Bowser Jr.
- Princess Peach
- Princess Daisy
- Donkey Kong
- Diddy Kong
- Wario
- Waluigi
- Petey Piranha

## Sidekicks
- Koopa Troopa
- Toad
- Dry Bones
- Boo
- Birdo
- Hammer Bro.
- Shy Guy
- Monty Mole

## Keepers
- Kritter

## Naam Mega Strikes
- Mario - Brandende soldaat van de zon
- Luigi - Toekomstige groene leger
- Yoshi - Felheid van de brutale draak
- Bowser - Klauw van de lavaheer
- Bowser jr. - Gil van de waarheid
- Princess Peach - Verliefde gekleurde prinses
- Princess Daisy - IJzige hartslag
- Donkey Kong - Brutale donderklap
- Diddy Kong - Wijze gouden aap
- Wario - Adem explosief gas
- Waluigi - Plicht van de Ego
- Petey Piranha - Wraak van de natuur

## Stadions

### Nieuwe stadions
- The Vice
- Thunder Island
- The Sand Tomb
- The Classroom
- The Lava Pit
- The Wastelands
- Crystal Canyon
- The Dump
- Stormship Stadium
- Galactic Stadium

### Klassieke stadions
- The Palace
- Pipeline Central
- The Underground
- Konga Coliseum
- Crater Field
- The Battle Dome
- Bowser Stadium

## Online
Mario Strikers Charged Football was online via de Nintendo Wi-Fi Connection te spelen. Hiermee konden competities worden gehouden, via WiiConnect24. Dit spel is de eerste Wii-game die van deze service gebruikmaakte.